# Els Moors
Els Moors (Poperinge, 16 juli 1976) is een Vlaams dichteres en prozaschrijfster.
Moors studeerde Germaanse filologie aan de Universiteit Gent. Daarna verhuisde ze naar Amsterdam en volgde de nieuwe opleiding Tekst en Beeld aan de Gerrit Rietveld Academie. Ze woont en werkt in Brussel.

## Werk
In 2006 debuteert Moors met haar dichtbundel er hangt een hoge lucht boven ons bij de Nederlandse uitgeverij Nieuw Amsterdam. Hierin alterneert ze tussen zwaarte en lichtheid in toon en thematiek. Schijnbaar dagelijkse taferelen worden getransformeerd tot "een nieuwe werkelijkheid". In 2008 verschijnt haar eerste roman Het verlangen naar een eiland bij dezelfde uitgeverij en in 2010 met Vliegtijd drie verhalen en een brief. Haar tweede dichtbundel, Liederen van een kapseizend paard, verscheen in 2013 zowel bij Nieuw Amsterdam als bij de Vlaamse uitgeverij het balanseer.  
Moors publiceerde eerder gedichten in onder andere Yang, Pampus, Krakatau, Het liegend konijn en nY.
In januari 2018 volgde ze Laurence Vielle op als Dichter des Vaderlands.